# 梁泰郡
梁泰郡，中国南北朝时设置的郡。
南朝梁置，治所在梁泰县（今广东省鹤山市西北），属高州。辖境相当今广东省鹤山市一带。隋朝开皇十年（590年）废。 